# Барановский, Александр Петрович
Александр Петрович Барановский (укр. Олександр Петрович Баранівський, 28 марта 1955, с. Гайки, Володарско-Волынский район, Житомирская область) — советский и украинский учёный-агроном, политик, министр аграрной политики Украины (2005—2006).
Заместитель председателя партии «Объединённые левые и селяне» (с декабря 2011).

## Биография
Образование: Житомирский сельскохозяйственный техникум (1970—1974); Житомирский сельскохозяйственный институт (1982), учёный агроном; кандидат экономических наук.
Женат; имеет сына и дочь.
1974 г. — агроном по защите растений колхоза им. Шевченко, с. Озера Коростышевского района Житомирской области.
1974—1976 гг. — служба в Советской армии.
1976—1978 гг. — главный агроном колхоза имени Жданова, с. Дашинка Володарск-Волынского района.
С 1978 гг. — председатель правления колхоза имени Дзержинского, с. Топорище Володарск-Волынского района.
1985—1988 гг. — начальник управления сельского хозяйства, председатель районного агропромышленного объединения, первый заместитель председателя Коростышевского райисполкома.
1988—1991 гг. — на партийной работе в Житомирской области.
Апрель — декабрь 1992 — представитель президента Украины в Дзержинском районе Житомирской области.
С 1993 г. — директор ООО «БАН», г. Житомир.
1997—1998 гг. — собкор газеты «Правда Украины».
1998—2002 гг. — помощник-консультант народного депутата Украины Василия Синько.

## Политическая деятельность
Первый секретарь Житомирского обкома Социалистической партии Украины (1998 — февраль 2005).
Заместитель председателя Совета партии «Всеукраинское объединение левых „Справедливость“» (с апреля 2009).
Народный депутат Украины IV созыва с апреля 2002 по март 2005 от СПУ, № 18 в списке. На время выборов: помощник-консультант народного депутата Украины, член СПУ. Член фракции СПУ (с мая 2002). Председатель подкомитета по вопросам доходов бюджета Комитета по вопросам бюджета (с июня 2002). Сложил депутатские полномочия 3 марта 2005.
Народный депутат Украины V созыва с апреля 2006 по ноябрь 2007 от СПУ, № 20 в списке. На время выборов: министр аграрной политики Украины, член СПУ. Член фракции СПУ (с апреля 2006). Первый заместитель председателя Комитета по вопросам бюджета (с июля 2006).
Сентябрь 2007 — кандидат в народные депутаты Украины от СПУ, № 23 в списке. На время выборов: народный депутат Украины, член СПУ.

## Награды
- Орден «За заслуги» III степени (25 июня 2010).[1]